# Josias Staedel
Pour les articles homonymes, voir Staedel.
Josias Staedel, né le 25 septembre 1627 à Strasbourg et mort le 22 mai 1700 dans cette même ville, est un typographe, imprimeur et libraire strasbourgeois.

## Biographie
Josias Staedel est baptisé le 28 septembre 1627. Marié en 1649 avec Anna Magdalena Hüber, leur premier fils se prénomme aussi Josias (Josias II Staedel). Il est élu 4 fois ammestre (1680, 1686, 1692, 1698). Il est échevin au Conseil des XV (1675, 1677) et au Conseil des XIII à partir de 1695. Avec sa sœur Anna Katharina Staedel, il est propriétaire du Gürtlerhof, Münsterpl. 13. (actuelle place de la Cathédrale). Il a d'abord imprimé, de 1648-52, en commun avec Philipp Muelb. Il est devenu en 1653 imprimeur de l'académie.
Il décède le 22 mai 1700 à Strasbourg à l'âge de 72 ans.

## Josias II Staedel
L’œuvre de Josias Staedel est poursuivie par son fils, Josias II Staedel, né le 23 septembre 1651 à Strasbourg. Il sera Obermeister zu Stelzen, c'est-à-dire patron de la corporation des imprimeurs, une des 28 corporations de métiers de la ville de Strasbourg. À partir de 1713, il sera l'imprimeur de l'université. Il décède à Strasbourg en 1717.

## La devise de la maison Staedel
Cette devise « In spe, in silentio » vient de la Bible, en Isaïe 30,15.
- BJ (trad. Bible de Jérusalem) : Car ainsi parle le Seigneur Yahve, le Saint d'Israël : Dans la conversion et le calme était votre salut, dans la sérénité et la confiance était votre force, mais vous n'avez pas voulu !
- Vulgate : quia haec dicit Dominus Deus Sanctus Israhel si revertamini et quiescatis salvi eritis in silentio et in spe erit fortitudo vestra et noluistis
- Luther : Denn so spricht der HERR HERR, der Heilige in Israel: Wenn ihr umkehrtet und stillebliebet, so würde euch geholfen; durch Stillesein und Hoffen würdet ihr stark sein. Aber ihr wollt nicht

## Ouvrages édités
La maison Staedel édite à Strasbourg, entre autres :
en 1656
- WAGNER, Georg Christoph - De Jure cere-visiario
- Johann Conrad Dannhauer - Idea boni disputatoris et malitiosi sophistae

en 1659
- Johann Conrad Dannhauer - Idea clavis ligantis

en 1662
- LANG, Joseph - Anthologia sive florilegium rerum et materiarum selectarum
- BOECLERI, HENRICI - Herodiani Historiarum libri octo
- SCHEID, Baltasar (1614-1670) - Promptuarium Herodiani seu Index Herodiani absolutissimus, è quo Lector studiosus, ad suum usum depromere poterit, omnia ejus vocabula Graeca... : Accessit in fine locuples Index Latinus, ut pro duplici Lexico,& Graeco-Latino,& Latino-Graeco, utentibus inserviret - [14]+542+[82] p. - emblème de l'éditeur en fin du livre - 18 cm

en 1663
- VELLEIUS BOECKLER, Johann H. - Historiae Romanae

en 1664
- Johann Conrad Dannhauer - Gallionismus : ex Actor. cap. XIIX, vers. 12,13,14,15,16 illustratus & profligatus

en 1665
- HABERMAN, Johann - Christliche Morgen vnd AbendGebet

en 1669
- Johann Conrad Dannhauer - Deuteronomium Dannhawerianum

en 1672
- KEPLER, Johannes and BERNEGGER, Matthias - Epistolae J. Keppleri & M. Berneggeri mutuae
- SCHEID, Johann Valentin - Visus vitiatus, ejusque demonstratio mathematico-medica
- RUPERTUS, Christoph Adam - Observationes historicae, politicae. ad Velleii Paterculi - avec les commentaires de BOECKLER, Joh. Heinr.
- FRANCK VON FRANCKENAU, Georg - Flora Francica

en 1673
- SCHICKARD, Wilhelm and BERNEGGER, Matthias - Epistolae W. Schickarti & M. Berneggeri mutuae

en 1674
- Planeten 1674

en 1677
- RICHSHOFFER, Ambrosius - Reise nach Brasilien, 1629-1632 / Ambrosius Richshoffer

en 1685
- AENEAS SYLVIUS PICCOLOMINI (le pape Pie II) - Historia rerum Friderici Tertii Imperatoris

en 1689
- FAUST, Johannes - Disquisitio theologica de divina motione, sive de immediato, indistinctoque ab operatione agentium finitorum Dei concursu : ex verbis Actor. XVII v. 28
- FAUST, Johannes - Disputatio theologica inauguralis, de voluntate Christi congregare volentis, non volentes congregari : ex Matth. XXIII, vers 37

en 1694
- BOECLERI, Jo. Henrici - Herodianou Historion Biblia

en 1698
- KOENIGSHOVEN, Jakob von - Die alteste teutsche so wol allgemeine als insonderheit Elsassische und Strassburgische Chronicke, von Anfang der Welt biss ins Jahr nach Christi Geburth MCCCCLXXXVI beschrieben

en 1705
- FRANCK VON FRANCKENAU, Georg - Flora Francica